# Oghuz (quận)
Oghuz (tiếng Azerbaijan:Oǧuz) là một quận thuộc Azerbaijan. Dân số thời điểm năm 2012 là 36488 người.